# Valentina Shevchenko (MMA)
Ne doit pas être confondue avec Valentina Shevchenko, fondeuse ukrainienne ou Valentyna Chevtchenko, femme politique ukrainienne.
Pour les articles homonymes, voir Chevtchenko.
Valentina Shevchenko (en kirghize/russe: Валентина Шевченко), née le 7 mars 1988 à Frounzé (aujourd'hui Bichkek), est une kick-boxeuse et pratiquante d'arts martiaux mixtes (MMA) kirghize, naturalisée péruvienne en 2008.
En décembre 2015, elle entre à l'Ultimate Fighting Championship, plus importante organisation mondiale d'arts martiaux mixtes.
Elle y combat dans la division des poids coqs et obtient en septembre 2017 une chance pour le titre face à Amanda Nunes. Elle ne parvient pas à décrocher la ceinture et continue son parcours dans la catégorie de poids inférieure. Elle devient championne des poids plumes de l'UFC en décembre 2018 et défend avec succès son titre à sept reprises jusqu'en mars 2023 où elle s'incline face à Alexa Grasso.
En 2020, elle interprète Lady Killer, une combattante de MMA, dans le film Meurtrie réalisé par Halle Berry.

## Palmarès en arts martiaux mixtes

### Distinctions
- Combattante de l’année de 2024 ESPN

### Historique des combats
| 30 combats     | 25 victoires | 4 défaites |
| Par KO         | 8            | 1          |
| Par soumission | 7            | 1          |
| Sur décision   | 10           | 2          |
| Égalités       | 1            | 1          |

| Résultat | Record | Adversaire           | Méthode                                 | Événement                                   | Date                          | Round                                  | Temps | Lieu                              | Notes                                                        |
| -------- | ------ | -------------------- | --------------------------------------- | ------------------------------------------- | ----------------------------- | -------------------------------------- | ----- | --------------------------------- | ------------------------------------------------------------ |
| Victoire | 25-4-1 | Manon Fiorot         | Décision unanime                        | UFC 315 : Muhammad contre Della Maddalena   | 10 mai 2025                   | 5                                      | 5:00  | Montréal, Canada                  | Conserve le titre des poids mouches féminin de l'UFC         |
| Victoire | 24-4-1 | Alexa Grasso         | Décision unanime                        | UFC 306                                     | 15 septembre 2024             | 5                                      | 5:00  | Las Vegas, Nevada, États-Unis     | Remporte le titre des poids mouches féminin de l’UFC.        |
| Égalité  | 23-4-1 | Alexa Grasso         | Égalité partagée                        | UFC Fight Night: Grasso vs. Shevchenko 2    | 17 septembre 2023             | 5                                      | 5:00  | Las Vegas, Nevada, États-Unis     | Pour le titre des poids mouches féminin de l'UFC.            |
| Défaite  | 23-4   | Alexa Grasso         | Soumission (face crank)                 | UFC 285                                     | 4 mars 2023                   | 4                                      | 4:34  | Las Vegas, Nevada, États-Unis     | Perd le championnat poids mouches féminin de l'UFC           |
| Victoire | 23-3   | Taila Santos         | Décision partagée                       | UFC 275                                     | 12 juin 2022                  | 5                                      | 5:00  | Kallang, Singapour                | Conserve le championnat poids mouches féminin de l'UFC       |
| Victoire | 22-3   | Lauren Murphy        | TKO (coups de coudes et coups de poing) | UFC 266                                     | 25 septembre 2021             | 4                                      | 4:00  | Las Vegas, Nevada, États-Unis     | Conserve le championnat poids mouches féminin de l'UFC       |
| Victoire | 21-3   | Jéssica Andrade      | TKO (coups de coudes)                   | UFC 261                                     | 24 avril 2021                 | 2                                      | 3:19  | Jacksonville, Floride, États-Unis | Conserve le championnat poids mouches féminin de l'UFC       |
| Victoire | 20-3   | Jennifer Maia        | Décision unanime                        | UFC 255                                     | 21 novembre 2020              | 5                                      | 5:00  | Las Vegas, Nevada, États-Unis     | Conserve le championnat poids mouches féminin de l'UFC       |
| Victoire | 19-3   | Katlyn Chookagian    | TKO (coups de coudes et de poings)      | UFC 247                                     | 8 février 2020                | 3                                      | 1:03  | Houston, Texas, États-Unis        | Conserve le championnat poids mouches féminin de l'UFC       |
| Victoire | 18-3   | Liz Carmouche        | Décision unanime                        | UFC Fight Night: Shevchenko vs. Carmouche 2 | 10 août 2019                  | 5                                      | 5:00  | Montevideo, Uruguay               | Conserve le championnat poids mouches féminin de l'UFC       |
| Victoire | 17-3   | Jessica Eye          | KO (coup de pied à la tête)             | UFC 238                                     | 8 juin 2019                   | 2                                      | 0:26  | Chicago, Illinois, États-Unis     | Conserve le championnat poids mouches féminin de l'UFC       |
| Victoire | 16-3   | Joanna Jędrzejczyk   | Décision unanime                        | UFC 231                                     | 8 décembre 2018               | 5                                      | 5:00  | Toronto, Ontario, Canada          | Remporte le titre vacant des poids mouches féminin de l’UFC. |
| Victoire | 15-3   | Priscila Cachoeira   | Soumission (rear-naked choke)           | 3 février 2018                              | Belém, Brésil                 | UFC Fight Night: Machida vs. Anders    | 2     | 4:25                              | Retour en poids mouches                                      |
| Perdu    | 14-3   | Amanda Nunes         | Décision partagée                       | 9 septembre 2017                            | Edmonton, Alberta, Canada     | UFC 215                                | 3     | 5:00                              | Pour le championnat féminin poids coqs de l'UFC              |
| Victoire | 14-2   | Julianna Peña        | Soumission (armbar)                     | 28 janvier 2017                             | Denver, Colorado, États-Unis  | UFC on Fox: Shevchenko vs. Peña        | 2     | 4:29                              | Performance de la soirée                                     |
| Victoire | 13-2   | Holly Holm           | Décision unanime                        | 23 juillet 2016                             | Chicago, Illinois, États-Unis | UFC on Fox: Holm vs. Shevchenko        | 5     | 5:00                              |                                                              |
| Perdu    | 12-2   | Amanda Nunes         | Décision unanime                        | 5 mars 2016                                 | Las Vegas, Nevada, États-Unis | UFC 196                                | 3     | 5:00                              |                                                              |
| Victoire | 12-1   | Sarah Kaufman        | Décision partagée                       | 19 décembre 2015                            | Orlando, Floride              | UFC on Fox: dos Anjos vs. Cowboy 2     | 3     | 5:00                              | Débuts à l'UFC.                                              |
| Victoire | 11-1   | Jan Finney           | Décision unanime                        | 27 février 2015                             | Houston, Texas, États-Unis    | Legacy FC 39                           | 3     | 5:00                              |                                                              |
| Victoire | 10-1   | Hellen Bastos        | TKO (arrêt du docteur)                  | 26 février 2014                             | Lima, Pérou                   | Fusion FC 6                            | 2     | 3:00                              |                                                              |
| Victoire | 9-1    | Priscila Orellana    | TKO (coups de poing)                    | 18 décembre 2013                            | Lima, Pérou                   | Fusion FC 5                            | 1     | 0:50                              |                                                              |
| Victoire | 8-1    | Akjarkyn Baiturbaeva | Décision unanime                        | 30 avril 2011                               | Séoul, Corée du Sud           | KF-1: MMA World Competition            | 3     | 5:00                              |                                                              |
| Perdu    | 7-1    | Liz Carmouche        | TKO                                     | 30 septembre 2010                           | Concho, Oklahoma, États-Unis  | C3 Fights: Red River Rivalry           | 2     | 3:00                              | Retour en poids coqs                                         |
| Victoire | 7-0    | Yulia Nemtsova       | Soumission (Ezekiel choke)              | 3 mars 2006                                 | Krasnodar, Russie             | Professional Free Fight                | 1     | 1:11                              | Débuts en poids mouches                                      |
| Victoire | 6-0    | Kim Kyung-aeh        | Soumission (armbar)                     | 9 juillet 2005                              | Séoul, Corée du Sud           | WXF: X-Impact World Championships 2005 | 1     | 1:09                              |                                                              |
| Victoire | 5-0    | Roza Kalieva         | Soumission (rear-naked choke)           | 22 mars 2005                                | Kokshetau, Kazakhstan         | Kazakhstan Federation of Pankration 2  | 1     | 1:09                              |                                                              |
| Victoire | 4-0    | Alla Iskarenova      | Soumission (rear-naked choke)           | 21 mars 2005                                | Kokshetau, Kazakhstan         | Kazakhstan Federation of Pankration    | 1     | 1:12                              |                                                              |
| Victoire | 3-0    | Erkesh Kokoeva       | TKO (coups de poing)                    | 15 octobre 2004                             | Kyrgystan                     | Kyrgyz Federation of Kulatuu 2         | 1     | N/A                               |                                                              |
| Victoire | 2-0    | Kim Mi-choi          | Soumission (rear-naked choke)           | 9 décembre 2003                             | Séoul, Corée du Sud           | WXF: X-Impact World Championships 2003 | 1     | 1:55                              |                                                              |
| Victoire | 1-0    | Eliza Aidaralieva    | KO (coups de poing)                     | 21 avril 2003                               | Kyrgystan                     | Kyrgyz Federation of Kulatuu           | 2     | N/A                               | Débuts en poids coqs                                         |